# Sweet Caroline
Sweet Caroline is een nummer van de Amerikaanse zanger Neil Diamond. Het nummer werd als eerste in de VS en Canada uitgebracht op single op 28 mei 1969. Enkele maanden later werd het nummer toegevoegd als extra track op zijn eerder uitgebrachte album Brother Love's Travelling Salvation Show. In de rest van Europa werd de single op 29 augustus van dat jaar uitgebracht, in het Verenigd Koninkrijk en Ierland in september 1969 en ten slotte volgde Japan in januari 1970.
In een interview in 2007 vertelde Diamond dat hij voor het schrijven van het nummer werd geïnspireerd door Caroline Kennedy, de dochter van John F. Kennedy, die destijds acht jaar oud was. Hij zong het nummer voor haar op haar vijftigste verjaardag. In een interview uit 2011 vertelde hij dat een foto van Caroline op een paard ervoor zorgde dat hij een beeld in zijn hoofd kreeg en dat de rest van het nummer vijf jaar later volgde. In 2014 vertelde hij echter dat het nummer ging over zijn toenmalige vrouw Marsha, maar dat hij een naam van drie lettergrepen nodig had om de melodie te behouden.

## Achtergrond
De plaat werd in een aantal landen een hit en in het voorjaar van 1969 behaalde de plaat de top 5 van de hitlijsten in Diamonds' thuisland de Verenigde Staten, Canada en Australië. In het Verenigd Koninkrijk werd de 8e positie bereikt in de UK Singles Chart, in Ierland de 9e, Australië en Canada de 3e, Zuid-Afrika de 7e en in Duitsland de 37e positie.  
In Nederland werd de plaat veel gedraaid op de landelijke radiozenders en de zeezenders en werd een radiohit. De plaat  bereikte in het najaar van 1969 de 17e positie in de Veronica Top 40 op Radio Veronica en de 16e positie in de destijds nieuwe publieke hitlijst op de publieke popzender Hilversum 3; de Hilversum 3 Top 30.
In België behaalde de plaat géén notering in de voorloper van de Vlaamse Ultratop 50. In Wallonië bleef de plaat steken in de "Ultratip".
Het nummer werd in 1971 opnieuw uitgebracht op single, waarbij de plaat in diverse Europese landen de hitlijsten behaalde. De plaat wordt vaak gespeeld tijdens sportwedstrijden. In deze versie worden de blazers tijdens het refrein vervangen door het publiek dat "Whoa-oa-oa" zingt. De plaat is enkele malen gecoverd, waarbij de versies van The Partyjocks (2005), Mick Harren (2007) en Kleintje Pils (2010) in Nederland de hitlijsten haalden.

## Hitnoteringen

### Neil Diamond
Nederlandse Top 40
| Hitnotering: 13-09-1969 t/m 11-10-1969 | Hitnotering: 13-09-1969 t/m 11-10-1969 | Hitnotering: 13-09-1969 t/m 11-10-1969 | Hitnotering: 13-09-1969 t/m 11-10-1969 | Hitnotering: 13-09-1969 t/m 11-10-1969 | Hitnotering: 13-09-1969 t/m 11-10-1969 | Hitnotering: 13-09-1969 t/m 11-10-1969 |
| Week                                   | 1                                      | 2                                      | 3                                      | 4                                      | 5                                      |                                        |
| -------------------------------------- | -------------------------------------- | -------------------------------------- | -------------------------------------- | -------------------------------------- | -------------------------------------- | -------------------------------------- |
| Nummer                                 | 36                                     | 23                                     | 17                                     | 21                                     | 29                                     | uit                                    |

Hilversum 3 Top 30
| Hitnotering: 20-09-1969 t/m 11-10-1969 | Hitnotering: 20-09-1969 t/m 11-10-1969 | Hitnotering: 20-09-1969 t/m 11-10-1969 | Hitnotering: 20-09-1969 t/m 11-10-1969 | Hitnotering: 20-09-1969 t/m 11-10-1969 | Hitnotering: 20-09-1969 t/m 11-10-1969 |
| Week                                   | 1                                      | 2                                      | 3                                      | 4                                      |                                        |
| -------------------------------------- | -------------------------------------- | -------------------------------------- | -------------------------------------- | -------------------------------------- | -------------------------------------- |
| Positie                                | 23                                     | 19                                     | 16                                     | 25                                     | uit                                    |

NPO Radio 2 Top 2000
| Nummer met noteringen in de NPO Radio 2 Top 2000 | '99 | '00 | '01 | '02  | '03  | '04  | '05  | '06  | '07  | '08  | '09 | '10 | '11 | '12  | '13 | '14 | '15 | '16 | '17 | '18 | '19 | '20 | '21 | '22 | '23 | '24 |
| ------------------------------------------------ | --- | --- | --- | ---- | ---- | ---- | ---- | ---- | ---- | ---- | --- | --- | --- | ---- | --- | --- | --- | --- | --- | --- | --- | --- | --- | --- | --- | --- |
| Sweet Caroline                                   | 792 | 721 | 697 | 1317 | 1470 | 1411 | 1247 | 1113 | 1135 | 1178 | 868 | 779 | 822 | 1207 | 867 | 640 | 669 | 569 | 330 | 319 | 190 | 178 | 144 | 169 | 71  | 193 |

1. ↑  Een vetgedrukt getal geeft de hoogste notering aan.

Evergreen Top 1000
| Evergreen Top 1000 "Sweet Caroline" | Evergreen Top 1000 "Sweet Caroline" | Evergreen Top 1000 "Sweet Caroline" | Evergreen Top 1000 "Sweet Caroline" | Evergreen Top 1000 "Sweet Caroline" | Evergreen Top 1000 "Sweet Caroline" | Evergreen Top 1000 "Sweet Caroline" | Evergreen Top 1000 "Sweet Caroline" | Evergreen Top 1000 "Sweet Caroline" | Evergreen Top 1000 "Sweet Caroline" | Evergreen Top 1000 "Sweet Caroline" | Evergreen Top 1000 "Sweet Caroline" | Evergreen Top 1000 "Sweet Caroline" | Evergreen Top 1000 "Sweet Caroline" | Evergreen Top 1000 "Sweet Caroline" | Evergreen Top 1000 "Sweet Caroline" | Evergreen Top 1000 "Sweet Caroline" |
| Jaar                                | 2008                                | 2009                                | 2010                                | 2011                                | 2012                                | 2013                                | 2014                                | 2015                                | 2016                                | 2017                                | 2018                                | 2019                                | 2020                                | 2021                                | 2022                                | 2023                                |
| ----------------------------------- | ----------------------------------- | ----------------------------------- | ----------------------------------- | ----------------------------------- | ----------------------------------- | ----------------------------------- | ----------------------------------- | ----------------------------------- | ----------------------------------- | ----------------------------------- | ----------------------------------- | ----------------------------------- | ----------------------------------- | ----------------------------------- | ----------------------------------- | ----------------------------------- |
| Positie                             | 394                                 | 652                                 | 642                                 | 642                                 | 697                                 | 421                                 | 372                                 | 461                                 | 259                                 | 141                                 | 132                                 | 73                                  | 70                                  | 64                                  | 37                                  | 49                                  |

### The Partyjocks
Single Top 100
| Hitnotering: 12-11-2005 t/m 03-12-2005 | Hitnotering: 12-11-2005 t/m 03-12-2005 | Hitnotering: 12-11-2005 t/m 03-12-2005 | Hitnotering: 12-11-2005 t/m 03-12-2005 | Hitnotering: 12-11-2005 t/m 03-12-2005 | Hitnotering: 12-11-2005 t/m 03-12-2005 |
| Week                                   | 1                                      | 2                                      | 3                                      | 4                                      |                                        |
| -------------------------------------- | -------------------------------------- | -------------------------------------- | -------------------------------------- | -------------------------------------- | -------------------------------------- |
| Positie                                | 51                                     | 56                                     | 73                                     | 95                                     | uit                                    |

### Mick Harren
Nederlandse Top 40
| Hitnotering: 20-10-2007 t/m 03-11-2007 | Hitnotering: 20-10-2007 t/m 03-11-2007 | Hitnotering: 20-10-2007 t/m 03-11-2007 | Hitnotering: 20-10-2007 t/m 03-11-2007 | Hitnotering: 20-10-2007 t/m 03-11-2007 |
| Week                                   | 1                                      | 2                                      | 3                                      |                                        |
| -------------------------------------- | -------------------------------------- | -------------------------------------- | -------------------------------------- | -------------------------------------- |
| Nummer                                 | 32                                     | 20                                     | 18                                     | uit                                    |

Single Top 100
| Hitnotering: 25-08-2007 t/m 08-12-2007 | Hitnotering: 25-08-2007 t/m 08-12-2007 | Hitnotering: 25-08-2007 t/m 08-12-2007 | Hitnotering: 25-08-2007 t/m 08-12-2007 | Hitnotering: 25-08-2007 t/m 08-12-2007 | Hitnotering: 25-08-2007 t/m 08-12-2007 | Hitnotering: 25-08-2007 t/m 08-12-2007 | Hitnotering: 25-08-2007 t/m 08-12-2007 | Hitnotering: 25-08-2007 t/m 08-12-2007 | Hitnotering: 25-08-2007 t/m 08-12-2007 | Hitnotering: 25-08-2007 t/m 08-12-2007 | Hitnotering: 25-08-2007 t/m 08-12-2007 | Hitnotering: 25-08-2007 t/m 08-12-2007 | Hitnotering: 25-08-2007 t/m 08-12-2007 | Hitnotering: 25-08-2007 t/m 08-12-2007 | Hitnotering: 25-08-2007 t/m 08-12-2007 | Hitnotering: 25-08-2007 t/m 08-12-2007 | Hitnotering: 25-08-2007 t/m 08-12-2007 |
| Week                                   | 1                                      | 2                                      | 3                                      | 4                                      | 5                                      | 6                                      | 7                                      | 8                                      | 9                                      | 10                                     | 11                                     | 12                                     | 13                                     | 14                                     | 15                                     | 16                                     |                                        |
| -------------------------------------- | -------------------------------------- | -------------------------------------- | -------------------------------------- | -------------------------------------- | -------------------------------------- | -------------------------------------- | -------------------------------------- | -------------------------------------- | -------------------------------------- | -------------------------------------- | -------------------------------------- | -------------------------------------- | -------------------------------------- | -------------------------------------- | -------------------------------------- | -------------------------------------- | -------------------------------------- |
| Positie                                | 94                                     | 76                                     | 57                                     | 45                                     | 30                                     | 33                                     | 38                                     | 36                                     | 21                                     | 17                                     | 27                                     | 24                                     | 42                                     | 54                                     | 65                                     | 78                                     | uit                                    |

### Kleintje Pils
Single Top 100
| Hitnotering: 26-06-2010 t/m 17-07-2010 | Hitnotering: 26-06-2010 t/m 17-07-2010 | Hitnotering: 26-06-2010 t/m 17-07-2010 | Hitnotering: 26-06-2010 t/m 17-07-2010 | Hitnotering: 26-06-2010 t/m 17-07-2010 | Hitnotering: 26-06-2010 t/m 17-07-2010 |
| Week                                   | 1                                      | 2                                      | 3                                      | 4                                      |                                        |
| -------------------------------------- | -------------------------------------- | -------------------------------------- | -------------------------------------- | -------------------------------------- | -------------------------------------- |
| Positie                                | 85                                     | 78                                     | 57                                     | 96                                     | uit                                    |